# Cristian (Brașov)

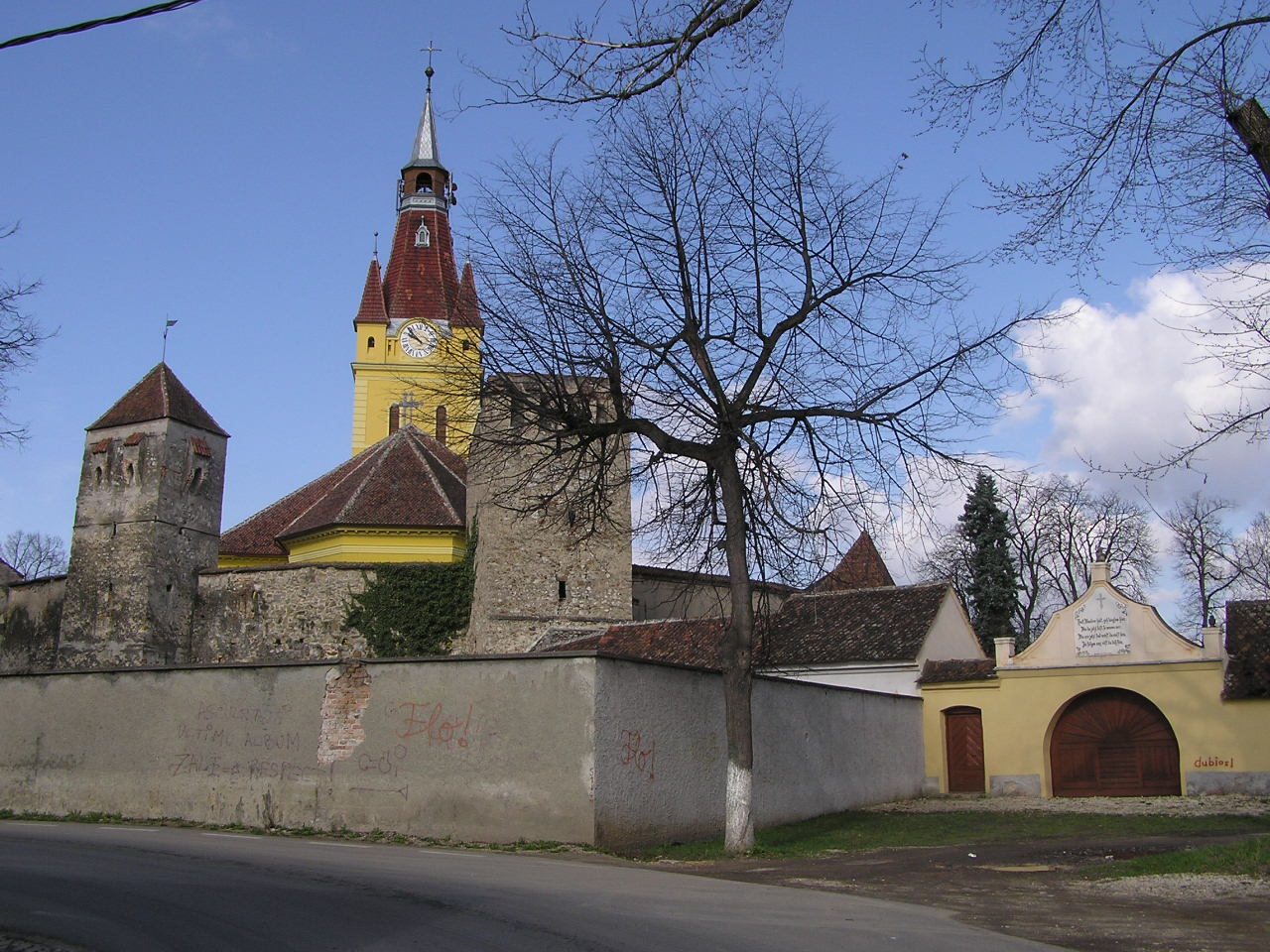
Igreja fortificada de Cristian

Cristian é uma comuna romena localizada no distrito de Brașov, na região histórica da Transilvânia. A comuna possui uma área de 24.15 km² e sua população era de 4300 habitantes segundo o censo de 2007.